# استیگ بلومکویست
استیگ بلومکویست (سوئدی: Stig Blomqvist؛ زادهٔ ۲۹ ژوئیهٔ ۱۹۴۶) راننده رالی اهل سوئد است.
وی در تیم‌های ساب، تالبوت، آئودی اسپرت گ‌ام‌ب‌ها، شرکت فورد موتور، پژو اسپورت، فولکس‌واگن، نیسان و اشکودا موتوراسپورت عضویت داشته است.  بلومکویست در سال ۱۹۸۴ قهرمان رالی قهرمانی جهان شده است. 